# Sylvia Paz Díaz Camacho
Sylvia Páz Díaz Camacho (Mocorito, Sinaloa, México, 7 de junio) Investigadora y Funcionaria Pública Mexicana, miembro de la Unidad de Investigadores en Salud Pública, fue elegida en el 2016 como miembro de El Colegio de Sinaloa y en enero del 2017 asumió el cargo de Rectora de la Universidad de Occidente.

## Estudios
Licenciatura en Químico Farmacéutico Biólogo egresada de la Universidad Autónoma de Sinaloa (UAS); realizó estudios de Maestría y Doctorado en Ciencias Biomédicas en la Facultad de Medicina de la Universidad Nacional Autónoma de México (UNAM) donde recibió Mención Honorífica al obtener cada uno de estos grados y la Medalla Institucional “Alfonso Caso” por la calidad de su tesis de Doctorado.

## Carrera
Pertenece al Sistema Nacional de Investigadores de México, Nivel II.
Fue profesora Investigador titular C de tiempo completo en la Facultad de Ciencias Químico Biológicas (FCQB) de la UAS y jubilada actualmente de esa posición. Tiene perfil PROMEP otorgado por la Secretaría de Educación Pública (SEP).
En la FCQB, es fundadora de la Unidad de Investigaciones en Salud Pública (UISP) “Dra. Kaethe Willms” asumiendo su jefatura desde 1992 hasta enero de 2017, en donde ha cultivado líneas de investigación sobre enfermedades gastrointestinales, taeniosis-cisticercosis, gnathostomosis y búsqueda de alternativas terapéuticas para enfermedades infecciosas y crónico degenerativas usando recursos fitoquímicos de frutos y plantas nativas de Sinaloa.
Fue directora de la FCQB en el período 2002-2005 y Secretaria Académica de Rectoría de la UAS de 2005 a 2009 en donde coordinó los trabajos para la acreditación de 45 programas de licenciatura, la instauración de los programas de tutorías, centros de atención estudiantil, actualización y formación docente, programa de emprendedores y de incubadoras de empresas de base tecnológica, entre otros.
Ha fungido como evaluadora de proyectos de investigación e innovación del CONACYT y de proyectos institucionales del Programa Integral de Fomento Institucional (PIFI) de la SEP.
Es fundadora y coordinó la Maestría en Ciencias Biomédicas de la FCQB, UAS desde su inicio en 2008 hasta enero de 2017 y a partir del 2014 participó en la creación y coordinó el Doctorado en Ciencias Biomédicas hasta enero de 2017. Asimismo, pertenece al Núcleo Académico Básico de los programas de Maestría y Doctorado en Biotecnología.
Es líder del Cuerpo Académico Consolidado de Salud Pública UAS-CA 103, integrado por 11 profesores investigadores.
En su desempeño profesional la doctora Díaz Camacho, ha impartido 123 cursos, talleres y diplomados en los niveles de licenciatura, maestría, doctorado y de educación continua.
Ha dirigido, codirigido y/o colaborado en 64 proyectos de investigación que han generado la presentación de 215 trabajos en congresos nacionales e internacionales.
También ha dirigido y/o colaborado en 14 proyectos de gestión académica.
Ha publicado 64 artículos en revistas científicas arbitradas e indizadas nacionales e internacionales y 20 capítulos de libros en editoriales de reconocido prestigio y como resultado de sus trabajos de investigación ha obtenido dos patentes.
Actualmente es revisora de artículos de las revistas internacionales Experimental Parasitology, Acta Tropica, International Parasitology, International Journal of Environmental Health Research, American Journal of Tropical Medicine and Hygiene y de la Revista Peruana de Medicina Experimental y Salud Pública.
En diversos foros académicos e instituciones de salud, ha dictado 118 conferencias y a través del desarrollo de su trabajo de investigación, ha prestado servicio y apoyo a servicios de salud en 48 comunidades rurales y urbanas de Sinaloa y una en Sonora.
En relación con la formación de recursos humanos, ha dirigido 78 tesis de licenciaturas como QFB, IBQ, Medicina, Biología y Físico-Matemáticas, una de especialidad, 16 de maestría y siete de doctorado.
Actualmente funge como directora de tesis de alumnos de licenciatura (3), Maestría (3) y Doctorado (3).
Ha organizado 55 eventos académicos nacionales e internacionales y su calidad en la docencia y la investigación ha sido reconocida por organismos e instituciones como la UAS, CONACyT, UNAM, Gobierno del Estado de Sinaloa, Ayuntamientos de los municipios de Culiacán y Mocorito, Club Rotario de Culiacán, Sociedad Mexicana de Bioquímica Clínica, Sociedad Mexicana de Parasitología, entre otros;
Ha recibido en total 111 reconocimientos, entre ellos reconocimiento “Gral. Rafael Buelna Tenorio” y reconocimiento “Premio a la Trayectoria Académica FCQB 2015”
Su interés por el bienestar social la ha conducido a ocupar 16 cargos honorarios, participar en el Consejo Ciudadano Estatal de Seguridad Pública de Sinaloa y actualmente en el Consejo Ciudadano de Ecología del estado de Sinaloa y como Consejera Regional del Instituto Nacional de Investigación Forestal, Agrícola y Pecuarias (INIFAP) Región Noroeste de México.
Actualmente es rectora de la Universidad Autónoma de Occidente.

## Trabajos en colaboración con otras instituciones
Ha colaborado con las siguientes instituciones: 
- UNAM, Centro de Investigación y de Estudios Avanzados del Instituto Politécnico Nacional (CINVESTAV, IPN)
- Centro de Investigación en Alimentación y Desarrollo, A. C.
- Centro de Graduados del Instituto Tecnológico de Tijuana
- Universidad de Fukuoka, Japón
- Universidad de Miyazaki, Japón
- Universidad de Kyushu, Japón
- Universidad de Mahidol, Tailandia
- Universidad de Sungkyunkwan, Corea del Sur

## Premios
Ha recibido varios reconocimientos por su trabajo, entre ellos:
- Medalla Antonio Caso de la Universidad Nacional Autónoma de México
- Medalla Granito de Oro, Mocorito
- Premio Profesionista del Año 1999, Asociación de Colegios de Profesionistas de Culiacán
- Premio Estatal de Ciencia y Tecnología, Sinaloa, 2000
- Medalla Paul Harris (internacional)
- Premio Universitario al Mérito Académico
- Medalla Dr. José María Palazuelos
- Premio Lola e Igor Flisser
- Medalla al Mérito Universitario Sor Juana Inés de la Cruz

## Distinciones
Actualmente cuenta con 78 distinciones por diferentes órganos mexicanos e internacionales.